# James McDaniel

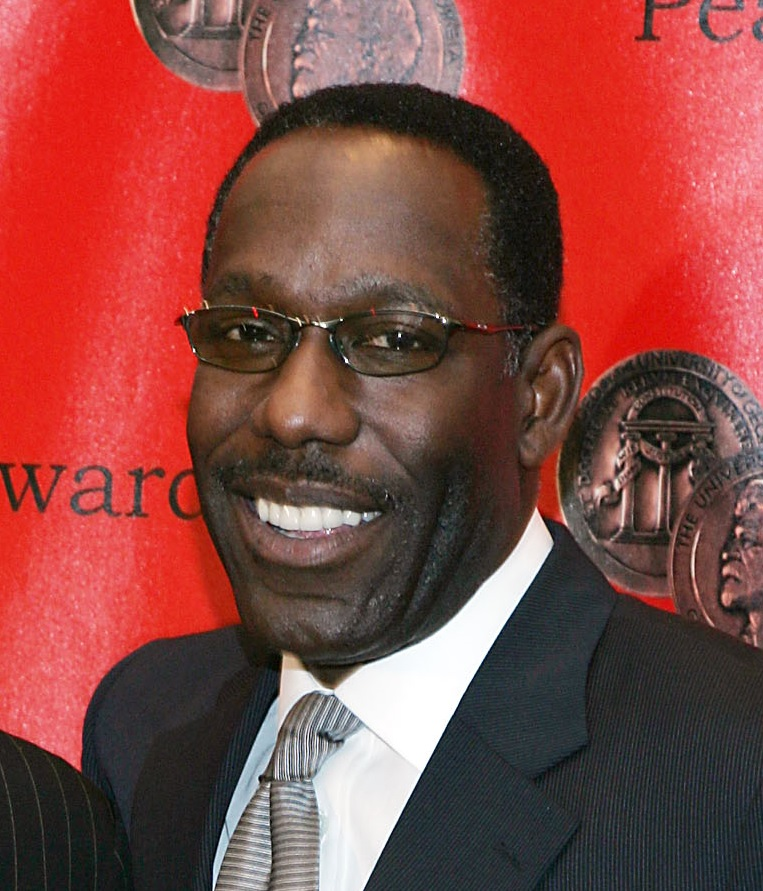
James McDaniel

James McDaniel (* 25. März 1958 in Washington, D.C.) ist ein US-amerikanischer Schauspieler.

## Leben
James McDaniel studierte ursprünglich Veterinärmedizin an der University of Pennsylvania. Nach seinem Abschluss zog er, ohne Schauspielausbildung, nach New York City, wo er sich als Schauspieler probieren wollte. Nach anfänglichen Schwierigkeiten ohne Arbeit, debütierte er in einer kleinen Statistenrolle in der französischen Komödie Ticket ins Chaos. Ab Ende der 1980er fand er regelmäßig in kleineren und größeren Fernsehrollen in Filmen wie Cops im Zwielicht,  Der alte Mann und das Meer und Mord in schwarz/weiß. Sein Broadwaydebüt gab er am 8. November 1990 in Six Degrees of Separation, einem Drama von John Guare. Für seine Darstellung wurde er im folgenden Jahr mit dem Clarence Derwent Awards ausgezeichnet.
Große nationale wie internationale Bekanntheit erlangte er durch sein Spiel in der Kriminalserie New York Cops – NYPD Blue. Von der ersten bis zur achten Staffel verkörperte er durchgehend die Figur des Lieutenant Arthur Fancy. Für die Darstellung erhielt er bei der Primetime-Emmy-Verleihung 1996 eine Nominierung als Bester Nebendarsteller in einer Dramaserie.
McDaniel lebt mit seiner Frau und den beiden gemeinsamen Söhnen in New York City.

## Filmografie (Auswahl)
- 1983: Ticket ins Chaos (Banzaï)
- 1988: Cops im Zwielicht (Internal Affairs)
- 1990: Der alte Mann und das Meer (The Old Man and the Sea)
- 1990: Der Mörder im Dunkeln (Murder Times Seven)
- 1990: Mord in schwarz/weiß (Murder in Black and White)
- 1991: Law & Order (Fernsehserie, eine Folge)
- 1991: Strictly Business
- 1992: Malcolm X
- 1993–2001: New York Cops – NYPD Blue (NYPD Blue, Fernsehserie, 161 Folgen)
- 1996: Schläge ins Herz (Unforgivable)
- 1997: Ort der Wahrheit (Truth or Consequences, N.M.)
- 1998: Die Defenders 2 – Macht des Bösen (The Defenders: Choice of Evils)
- 1998: Mary’s Schweigen (Silencing Mary)
- 2000: Hit Man – Mord nach Anleitung (Deliberate intent)
- 2002: Land des Sonnenscheins – Sunshine State (Sunshine State)
- 2002: Taken (Miniserie, 4 Folgen)
- 2003–2005: Las Vegas (Fernsehserie, 3 Folgen)
- 2004: Stargate – Kommando SG-1 (Stargate SG-1, Fernsehserie, 2 Folgen)
- 2008: Living Hell
- 2010: Businessplan zum Verlieben (Beauty & the Briefcase)
- 2010–2011: Detroit 1-8-7 (Fernsehserie, 18 Folgen)
- 2013: Orange Is the New Black (Fernsehserie, 3 Folgen)
- 2014: Forever (Fernsehserie, eine Folge)

## Auszeichnungen
- 1991: Clarence Derwent Award für Six Degrees of Separation